# Xavier Samin
Xavier Samin (1 de enero de 1978) es un futbolista francopolinesio que juega como arquero en el AS Tefana.

## Carrera
Desde el año 2000, Samin defendió los colores del AS Tefana. Con dicho club ganó tres veces la Primera División y en cinco oportunidades la Copa de Tahití, también fue subcampeón de la O-League 2012. En 2013 pasó al AS Dragon para disputar la Liga de Campeones de la OFC. Una vez terminado el torneo, regresó al Tefana.

### Clubes
| Club      | País               | Año             |
| --------- | ------------------ | --------------- |
| AS Tefana | Polinesia Francesa | 2000 - 2012     |
| AS Dragon | Polinesia Francesa | 2013            |
| AS Tefana | Polinesia Francesa | 2013 - Presente |

### Selección nacional
Defendió el arco de Tahití 21 veces. Como mayores logros posee la obtención de la Copa de las Naciones de la OFC 2012 y la participación en la Copa Confederaciones 2013.